# Hatton, Skottland
Hatton är en by i Aberdeenshire i Skottland. Byn är belägen 182 km 
från Edinburgh. Orten har 880 invånare (2016).